# Skårby, Kungälvs kommun
Skårby eller Skårby station är en småort i Kareby socken i Kungälvs kommun. Orten är belägen cirka två kilometer väster om Kareby tätort.

## Historia
Genom Skårby går järnväg (Bohusbanan) och motorväg (E6:an, ingen avfart). Under den tidigare delen av 1900-talet fanns här en station för tågen men av den syns idag inga spår; den närmsta hållplatsen för pendeltågsresenärer är idag Kode eller Ytterby station.

## Samhället
I byn finns en bilverkstad och en ridklubb med stall för ridhästar.